# Ингерсолл, Ральф Айзекс
Ральф Айзекс Ингерсолл (8 февраля 1789 — 26 августа 1872) — американский юрист, политик и дипломат. Был членом Палаты представителей Коннектикута, в том числе занимал пост спикера, позднее членом Палаты представителей США от штата Коннектикут в течение четырёх сроков подряд (1825—1833). В конце 1840-х годов был посланником США в Российской империи при президенте Джеймсе К. Полке.

## Ранний период жизни. Родословная
Ингерсолл родился в Нью-Хейвене, штат Коннектикут, 8 февраля 1789 года. Он был сыном известного судьи и политика Джонатана Ингерсолла (1747—1823) и Грейс (урожденной Айзекс) Ингерсолл (1772—1850). Его отец был членом Верховного суда и вице-губернатором штата Коннектикут вплоть до своей смерти в 1823 году.
Ингерсолл происходил из известного коннектикутского рода. Его дедом по материнской линии и тезкой был известный в Нью-Хейвене и Брэнфорде Ральф Айзекс-младший, торговец, получивший образование в Йельском университете. Джонатан Ингерсолл, дед Ингерсолла по отцовской линии был священником и капелланом армии Коннектикута во время войны с французами и индейцами, и приходился братом британскому колониальному чиновнику Джареду Ингерсоллу-старшему. Сын его двоюродного дяди, Джаред Ингерсолл, занимал пост генерального прокурора Пенсильвании и приходился отцом конгрессмену Чарльзу Джареду Ингерсоллу и дедом его двоюродному брату, литератору Эдварду Ингерсоллу. Его двоюродный брат, Ральф Айзекс III, был отцом Мэри Эстер Малбоун Айзекс, которая в 1813 году вышла замуж за сенатора США Натана Сэнфорда.
Ингерсолл изучал гуманитарные науки и окончил Йельский колледж в 1808 году. Он также изучал право и был принят в коллегию адвокатов в 1810 году и начал практиковать как адвокат в Нью-Хейвене.

## Карьера
Ингерсолл был членом Палаты представителей штата Коннектикут с 1820 по 1825 год и в течение последних двух лет был её спикером. Он был избран кандидатом от сторонников Джона Куинси Адамса в 19-й и 20-й созывы Конгресса США и переизбран в качестве анти-джексоновского кандидата в 21-й и 22-й созывы (с 4 марта 1825 года по 3 марта 1833 года). В 1832 году его кандидатура не выдвигалась.
Он продолжил заниматься адвокатской деятельностью и позднее был назначен прокурором штата по округу Нью-Хейвен (1833). В 1835 году Ингерсолл отказался от назначения в Сенат США, которое предложил ему губернатор Генри У. Эдвардс в связи с кончиной сенатора Нейтана Смита.
8 августа 1846 года Президент-демократ Джеймс Нокс Полк назначил его посланником США в Российской империи. 30 мая 1847 года Ингерсолл вручил верительные грамоты в Санкт-Петербурге и покинул свой пост 1 июля 1848 года.
Вернувшись в США, он снова практиковал как адвокат и в течение года был мэром Нью-Хейвена (1851).

## Личная жизнь
В 1814 году Ингерсолл женился на Маргарет Кэтрин Элеонора Ван ден Хёвел (1790—1878). Маргарет была дочерью Шарлотты Августы (урожденной Эпторп) и Яна Корнелиса Ван ден Хёвела, экс-губернатора нидерландской провинции Демерара (1765—1770), который впоследствии переехал в Нью-Йорк. Чарльз Уорд Эпторп, её дед по материнской линии, был крупным нью-йоркским землевладельцем. Маргарет приходилась дальней родственницей Александру Гамильтону и семейству Асторов.
У Ральфа и Маргарет было семеро детей:
- Джон Ван ден Хеувел Ингерсолл (1815—1846), юрист, получивший образование в Йельском университете, который редактировал политическую газету в Огайо и работал секретарем Комиссии Индейской территории. Он утонул во время рыбной ловли в озере Эри.[2]
- Ральф Эпторп Ингерсолл, о котором известно мало.[2]
- Колин Макрей Ингерсолл (1819—1903),[10] который также был членом Конгресса от Коннектикута (1851—1855).[11] Он женился на Джулии Харриет Пратт, дочери конгрессмена США Зедока Пратта.
- Чарльз Робертс Ингерсолл (1821—1903), занимавший пост губернатора штата Коннектикут с 1873 по 1877 год. Он женился на Вирджинии Грегори, дочери адмирала Фрэнсиса Грегори.[2]
- Грейс Сюзетт Ингерсолл (1823—1904).
- Уильям Адриан Ингерсолл (1825—1865), казначей ВМС США .
- Жюстин Генриетта Ингерсолл (1827—1832), умершая в детстве.

26 августа 1872 года Ингерсолл скончался в Нью-Хейвене и был похоронен на кладбище Гроув-стрит.